# Copera marginipes
Copera marginipes är en trollsländeart som först beskrevs av Jules Pièrre Rambur 1842.  Copera marginipes ingår i släktet Copera och familjen flodflicksländor. IUCN kategoriserar arten globalt som livskraftig. Inga underarter finns listade i Catalogue of Life.

## Bildgalleri

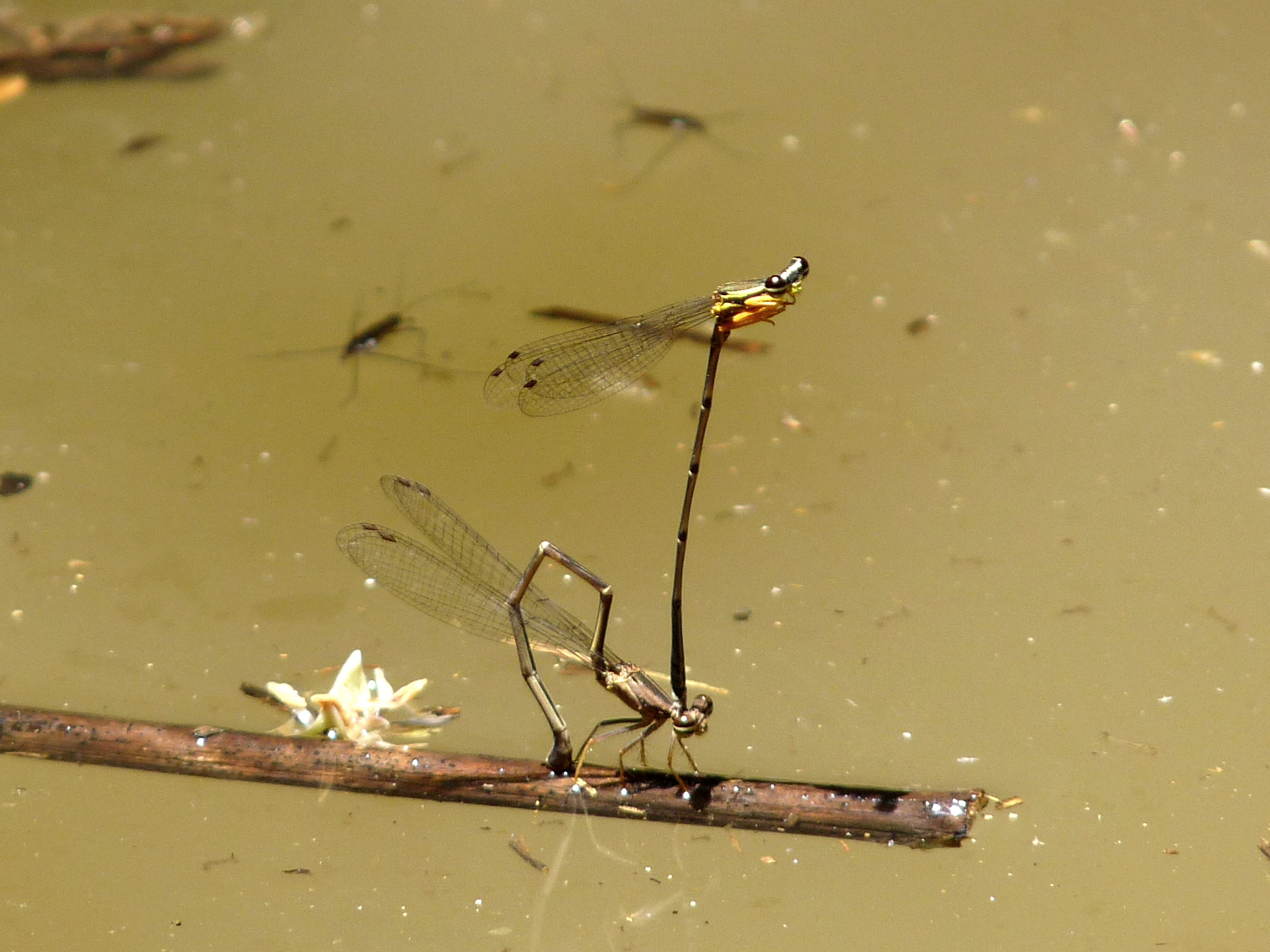
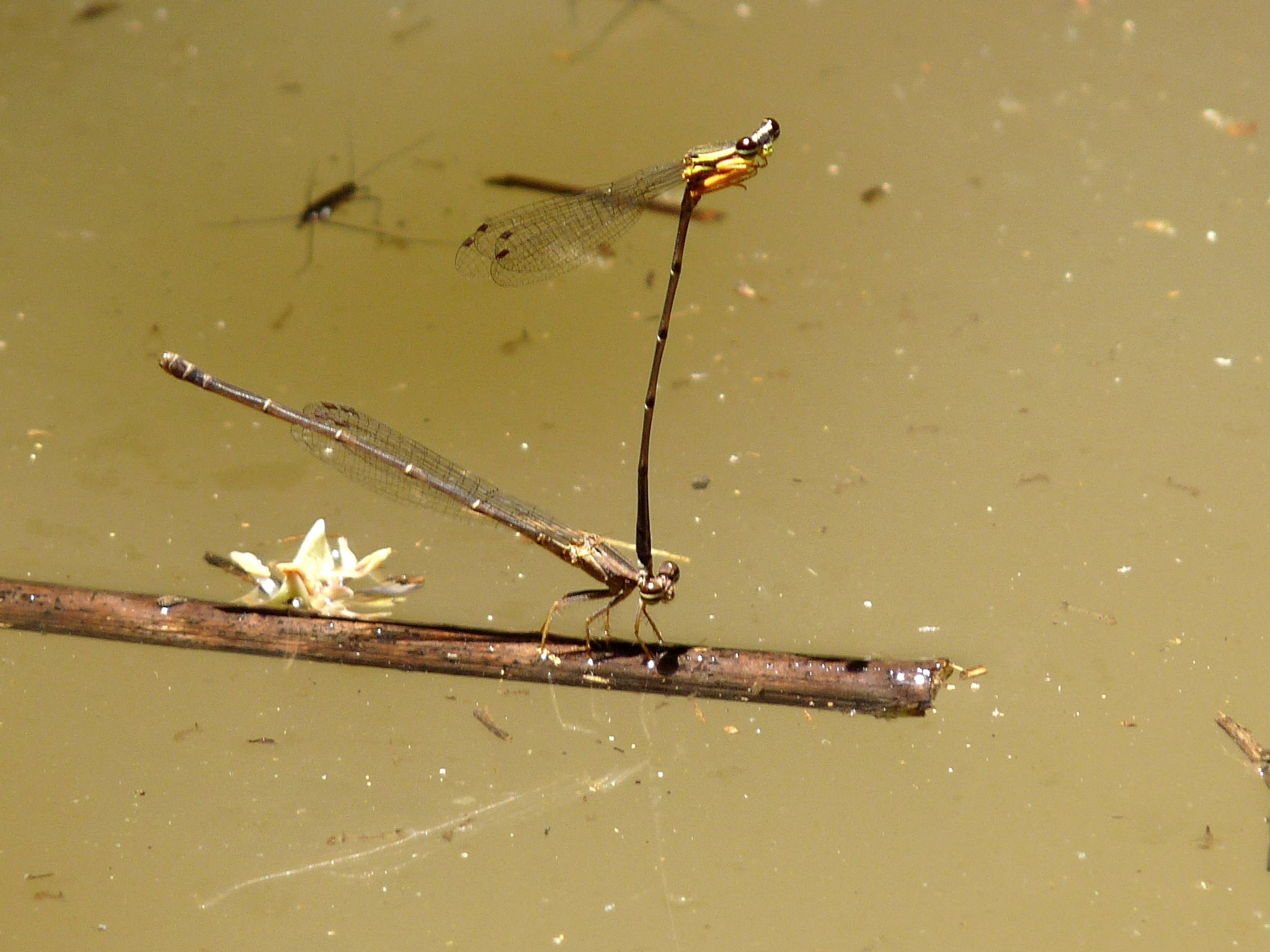
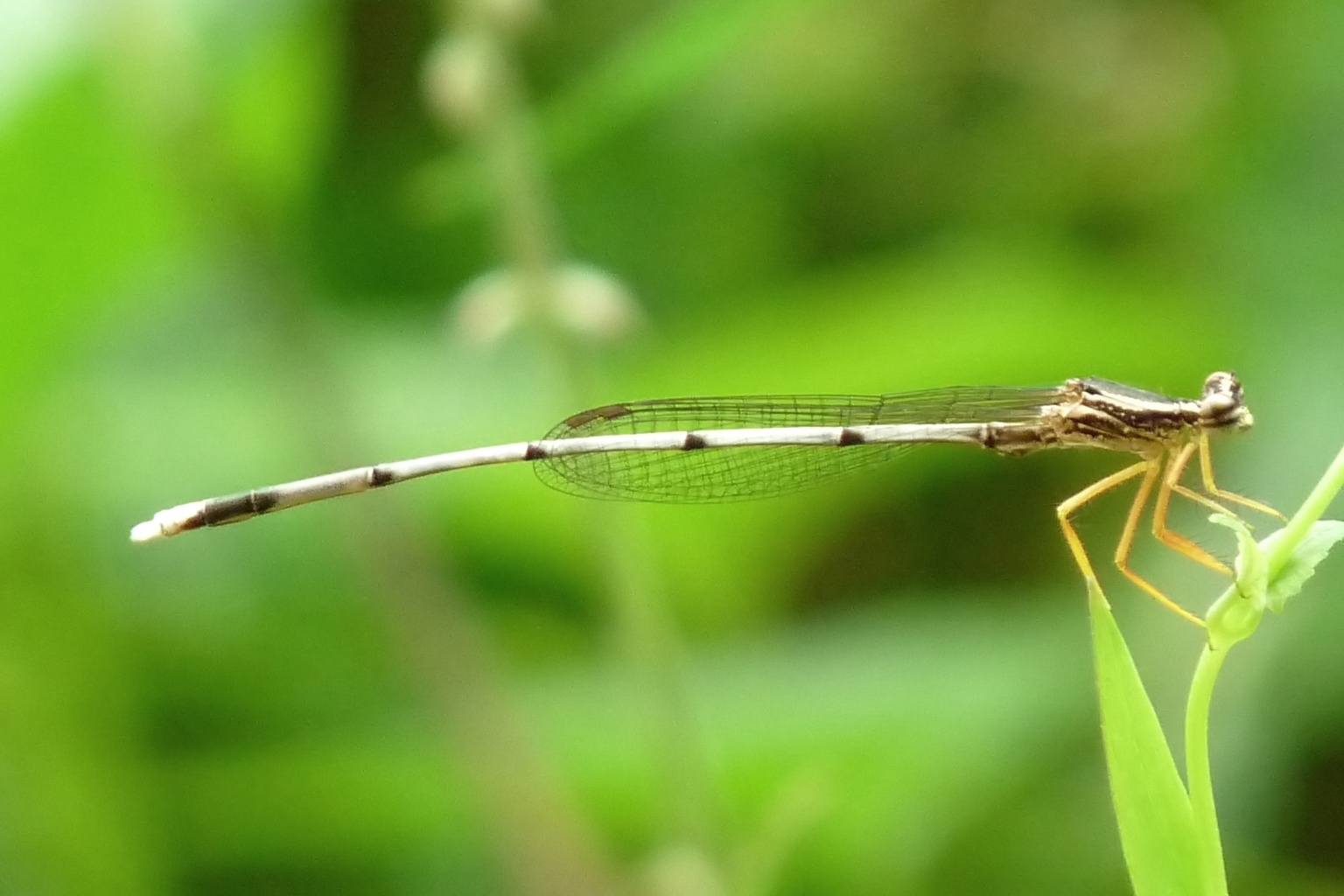
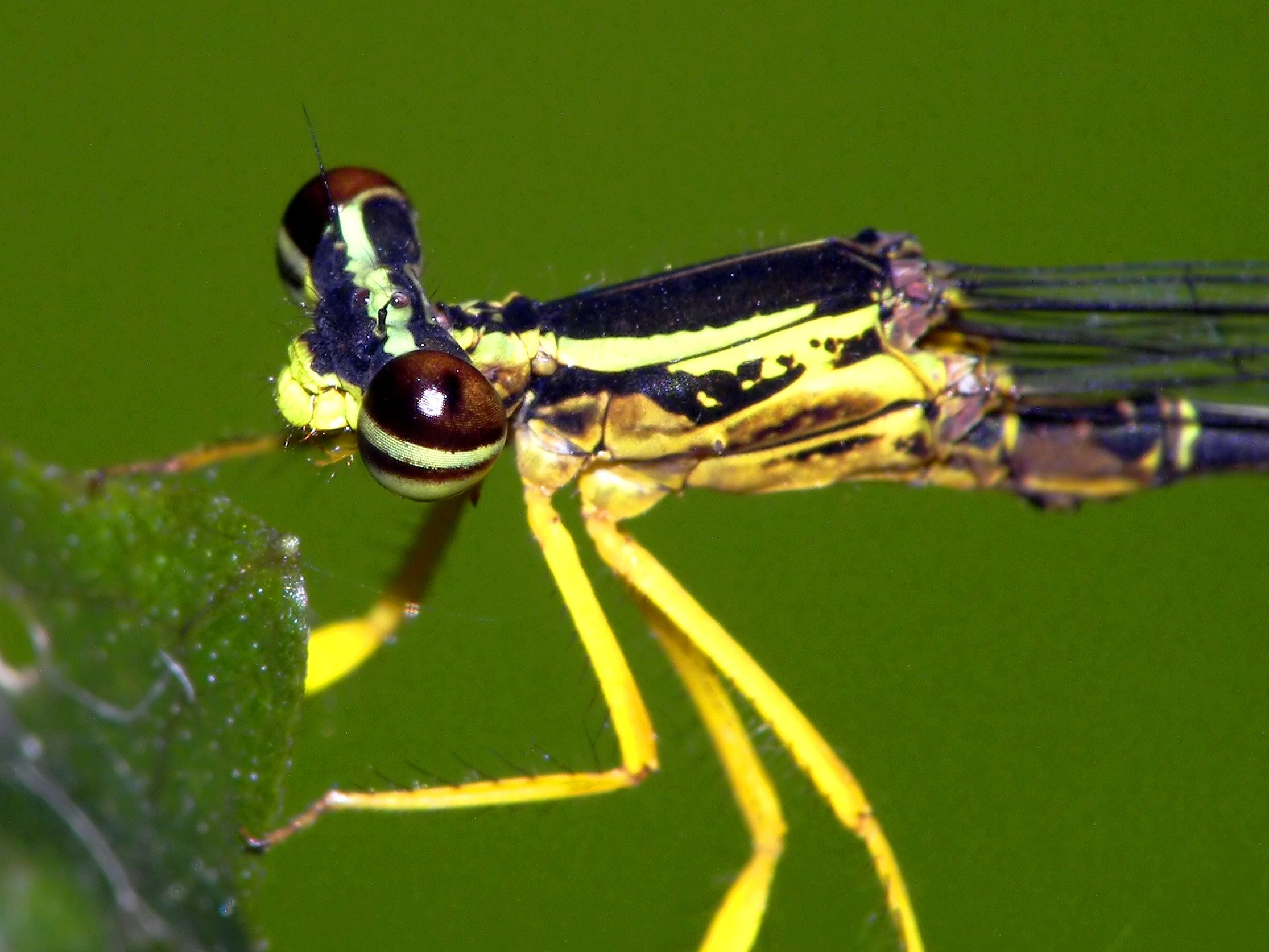